# أضواء يهودي

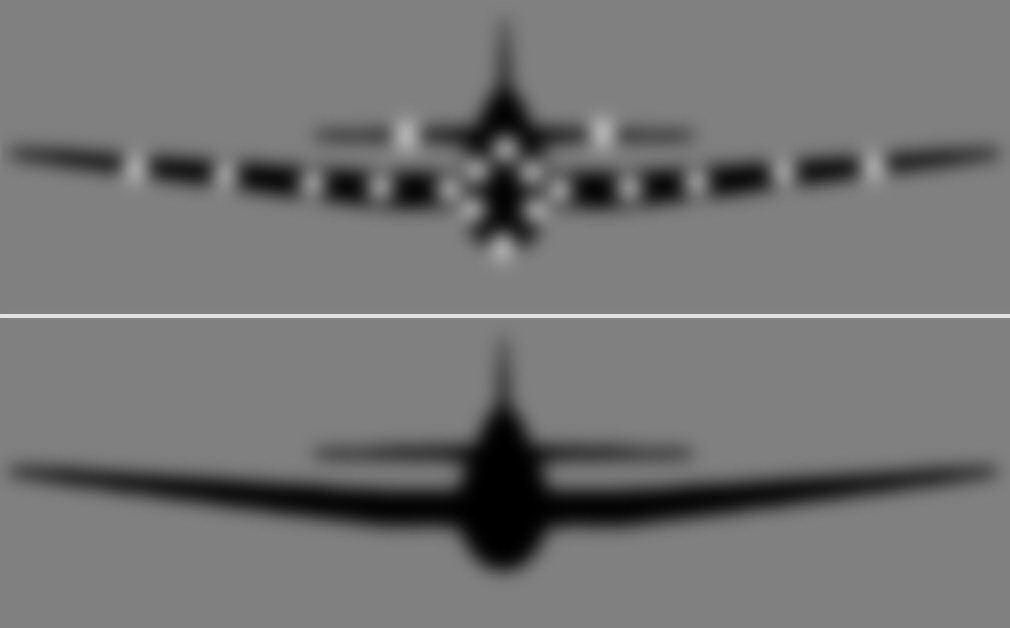

أضواء يهودي  (بالإنجليزية: Yehudi lights)‏ هو شكل من التمويه النشط باستخدام الإضاءة العكسية (بالإنجليزية: Counter-illumination)‏ وذلك بوضع مصابيح إضاءة على الجانب السفلي أو على حافة جناح الأمامي للطائرة لرفع استضوائها لمعدل سطوع السماء. هدف هذه الأضواء هو حجب الطائرة عن الظهور كنقطة سوداء في السماء.
طورت هذه التقنية من قبل البحرية الأمريكية في عام 1943، بالاعتماد على بحث للبحرية الملكية الكندية ، مشروع التمويه الضوئي المنتشر (بالإنجليزية: Diffused lighting camouflage)‏. لم تصل هذه التقنية إلى حد الاستخدام الميداني واهملت بعد الحرب بسبب التقدم في تقنية الرادار. مع التحسين الكبير في تقنية التخفي عادت أضواء يهودي إلى الواجهة.

## الأصول الكندي
طور استخدام أضواء يهودي لتمويه الطائرات بمقابلة الشدة الضوئية مع محيط السماء، من قبل مشروع يهودي للبحرية الأمريكية في عام 1943، مع الاختبارات الأولية في المشروع الكندي «التمويه الضوئي المنتشر» على السفن في بداية الحرب العالمية الثانية. تزود السفن بكشافات ضوئية مناسبة موضوعة على منصات صغيرة لكلا الجانبين، وتسلط الكشافات على أجزاء السفينة. عدل السطوع ليُقابل سطوع السماء. أظهرت التجربة الكندية أن التمويه بالإضاءة العكسية ممكن، لكن كانت التجهيزات ثقيلة وضعيفة، ولم تستمر البحرية الكندية بالمشروع، على الرغم من اهتمام حلفائها به.

## مشروع البحرية الأمريكية
مفتاح البحث في التقنية الأمريكية هو ملائمة الأضواء على أسفل أو أمام طائرات الهجومية والمضادة للغواصات، يمكن أن ترى الغواصات العائمة على السطح نقطة سوداء للطائرة المهاجمة في السماء المظلمة، وتبتعد إلى بر الأمان. وجد الباحثون البريطانيون أن كمية الكهرباء المطلوبة لتمويه الطائرة في النهار مستحيل تأمينها؛ وتعيق الكشافات الضوئية الزائدة الديناميكا الهوائية للطائرات.

## الفوائد
في عام 1945، تستطيع طائرة جرومان تي بي أف أفنجر المزودة بأضواء يهودي أن تقترب من سفينة مسافة 3,000 ياردة (2,700 م) قبل رصدها، ترصد طائرة غير مموّهة تحت نفس الظروف من مسافة 12 ميل (19 كم).

## وصلات إضافية
- Visibility Studies and Some Applications in the field of Camouflage (history of Yehudi lights project)
- Skunk Works Digest